# Joachim Benfeld
Joachim Benfeld (* 28. August 1958 in Gevelsberg) ist ein ehemaliger deutscher Fußballspieler.

## Karriere
Benfeld, fußballerisch groß geworden beim VfL Gevelsberg und mit ihm, als Meister der Landesliga Westfalen Gruppe 3 1976 in die Verbandsliga Westfalen Gruppe 2 aufgestiegen, wechselte später zum FC Bayern München. 1981 gehörte er kurzfristig zum Profi-Kader, kam allerdings zu keinem Pflichtspieleinsatz und wechselte noch im selben Jahr gemeinsam mit seinem Mannschaftskameraden Wilhelm Reisinger nach Belgien zum KV Mechelen, für den er bis 1988 aktiv war, 1987 den Landespokal und 1988 den Europapokal der Pokalsieger gewann. Anschließend (bis 1990) spielte er dann 23 Mal für RWD Molenbeck, gab seinen Einstand am 13. August 1988 (1. Spieltag) bei der 0:3-Niederlage im Auswärtsspiel bei K St. Truiden, schoss sein einziges Tor am 19. März 1989 (26. Spieltag) zum zwischenzeitlichen 2:0 beim 3:0-Heimsieg über KRC Genk und wirkte am 28. August 1988 in der ersten Runde des nationalen Pokalwettbewerbs (Eendracht Zele – RWD Molenbeck 2:3) mit. Nach seiner Premierensaison in der 1. Liga folgte – abstiegsbedingt – eine in der 2. Liga, die er mit dem Verein als Meister abschloss. Danach wechselte Benfeld nach Frankreich zum Zweitligisten AF Rodez, für den er eine Spielzeit lang aktiv war.

## Erfolge
Mechelen
- Europapokalsieger der Pokalsieger: 1988
- Belgischer Pokal: 1987